# Jeff Julian
Jeff Julian (eigentlich Jeffrey Lynn Julian; * 9. Oktober 1935 in Taumarunui) ist ein ehemaliger neuseeländischer Langstreckenläufer, der seine größten Erfolge im Marathon hatte.
1959 wurde er jeweils Zweiter bei der Auckland-Marathonmeisterschaft und bei der Neuseeländischen Marathonmeisterschaft. Bei einem weiteren Marathon in Auckland wurde er Zweiter hinter Bill Baillie und lief mit 2:20:37 h die weltweit viertschnellste Zeit des Jahres. Beim Athener Herbstmarathon kam er auf den vierten Platz.
Im Jahr darauf wurde er Zweiter bei der Auckland-Meisterschaft und Dritter bei der Neuseeländischen Meisterschaft. Bei den Olympischen Spielen 1960 in Rom kam er auf den 18. Platz.
1961 wurde er Zweiter bei der Neuseeländischen Meisterschaft und Siebter beim Fukuoka-Marathon. 1962 folgte einem zweiten Platz bei der Neuseeländischen Meisterschaft ein fünfter Platz beim McCready’s Auckland Marathon. Bei den British Empire and Commonwealth Games in Perth wurde er Siebter im Marathon und Zehnter über sechs Meilen.
1963 siegte er bei der Auckland-Meisterschaft und bei der Neuseeländischen Meisterschaft. Im Herbst gewann er den als vorolympischen Marathon in Tokio ausgetragenen Fukuoka-Marathon in 2:18:01 h, und zum Jahresabschluss siegte er beim Owairaka Lovelock Track Marathon.
Im darauffolgenden Jahr verteidigte er seinen Titel bei der Auckland-Meisterschaft und wurde Vierter bei der Neuseeländischen Meisterschaft. Bei den Olympischen Spielen 1964 in Tokio belegte er den 29. Platz.
1965 siegte er beim Calliope Club Open Marathon und beim Hamilton Harrier Club Marathon. 1966 wurde er erneut Auckland-Meister und kam bei der Neuseeländischen Meisterschaft auf den dritten Platz. Einen weiteren Marathon in Auckland gewann er im April in 2:19:06 h, seiner fünften Zeit unter 2:20 h. Beim Marathon der British Empire and Commonwealth Games in Kingston wurde er Fünfter. Als Sieger des Owairaka Lovelock Track Marathon verbesserte er sich im Jahr darauf auf 2:15:44 h.
1968 siegte er bei der Auckland-Meisterschaft, bei der Neuseeländischen Meisterschaft, beim Hamilton-Marathon und beim Owairaka Lovelock Track Marathon. 1969 verteidigte er seine Titel bei der Auckland-Meisterschaft und der Neuseeländischen Meisterschaft und wurde Südafrikanischer Meister. Siegen beim Canadian National Exhibition Marathon in 2:15:41 h und beim Hamilton-Marathon folgte ein achter Platz in Fukuoka mit seiner persönlichen Bestzeit von 2:14:38 h.
1970 kam er beim Marathon der British Commonwealth Games in Edinburgh auf Rang 18 und wurde Dritter beim Canadian National Exhibition Marathon. 1971 wurde er jeweils Vierter beim Maxol Marathon und beim vorolympischen Marathon in München. 1973 und 1976 wurde er zum sechsten und siebten Mal Auckland-Meister im Marathon.
Fünfmal wurde er Neuseeländischer Meister im 10-Meilen- bzw. 15-km-Straßenlauf (1966–1969, 1972), viermal im Marathon (1963, 1968–1970) und einmal im Crosslauf (1965).
Jeff Julian wurde von Arthur Lydiard trainiert.

## Persönliche Bestzeiten
- 15-km-Straßenlauf: 45:02 min, 14. Oktober 1972, Nelson
- 10-Meilen-Straßenlauf: 49:17 min, 8. Oktober 1966, Invercargill
- Marathon: 2:14:38 h, 7. Dezember 1969, Fukuoka